# Hans Lautenschlager
Hans Lautenschlager (ur. 20 stycznia 1919 w Montigny-lès-Metz, zm. 19 września 2007) – niemiecki polityk i urzędnik samorządowy, parlamentarzysta krajowy i europejski.

## Życiorys
Po ukończeniu szkoły średniej pracował w urzędzie miejskim w Ratyzbonie, następnie od 1939 do 1945 walczył w II wojnie światowej. Powrócił do pracy w ratuszu w Ratyzbonie, obejmując kierownictwo nad działem socjalnym. Od 1947 członek ÖTV, a od 1948 Socjaldemokratycznej Partii Niemiec. W 1960 zakończył pracę w urzędzie, następnie do 1961 zasiadał w tamtejszej radzie miejskiej. Od 1960 do 1976 był deputowanym Bundestagu, gdzie zastąpił Alfreda Frenzela ujawnionego jako czechosłowackiego szpiega. W latach 1968–1977 oddelegowany do Parlamentu Europejskiego.
Odznaczony Bawarskim Orderem Zasługi.